# (14130) 1998 QQ103
A (14130) 1998 QQ103 a Naprendszer kisbolygóövében található aszteroida. Eric Walter Elst fedezte fel 1998. augusztus 26-án.

## Kapcsolódó szócikk
- Kisbolygók listája (14001–14500)